# داني مارتينيز
داني مارتينيز (بالإنجليزية: Danny Martinez)‏ هو فنان قتال مختلط أمريكي، ولد في 14 يونيو 1985 في تمبي في الولايات المتحدة.

## وصلات خارجية
- داني مارتينيز على موقع يو إف سي (الإنجليزية)
- داني مارتينيز على موقع شيردوغ (الإنجليزية)
- داني مارتينيز على موقع IMDb (الإنجليزية)